# عيسى سمير
عيسى سمير (بالإنجليزية: Issah Samir) (مواليد 26 يوليو 1989) هو ملاكم غاني، مثّل بلاده في الألعاب الأولمبية الصيفية 2008.

## روابط خارجية
عيسى سمير على موقع أوليمبيديا (الإنجليزية)